# FIBAアフリカ
FIBAアフリカ（FIBA Africa）は、国際バスケットボール連盟（FIBA）の傘下にある大陸連盟で、アフリカにおけるバスケットボールの運営・管理・普及活動を行う。

## FIBAアフリカの主催する主な大会

### ナショナルチーム
- アフロバスケット
- 女子アフロバスケット
- バスケットボールアフリカU-18選手権
- 女子バスケットボールアフリカU-18選手権
- バスケットボールアフリカU-16選手権
- 女子バスケットボールアフリカU-16選手権

### クラブチーム
- FIBAアフリカクラブチャンピオンズカップ
- FIBAアフリカ女子クラブチャンピオンズカップ

## 加盟国・地域
次の国と地域が現在FIBAアフリカに加盟している。
- アンゴラ
- ブルンジ
- ベナン
- ブルキナファソ
- ボツワナ
- 中央アフリカ
- チャド
- コートジボワール
- カメルーン
- コンゴ民主共和国
- コンゴ共和国

- コモロ
- カーボベルデ
- ジブチ
- アルジェリア
- エジプト
- エリトリア
- エチオピア
- ガボン
- ガーナ
- ギニア
- ガンビア

- ギニアビサウ
- 赤道ギニア
- ケニア
- リベリア
- リビア
- レソト
- モロッコ
- マダガスカル
- マリ
- モザンビーク
- モーリタニア

- モーリシャス
- マラウイ
- ナミビア
- ニジェール
- ナイジェリア
- ルワンダ
- スーダン
- セネガル
- シエラレオネ
- ソマリア
- サントメ・プリンシペ

- セーシェル
- エスワティニ
- トーゴ
- チュニジア
- タンザニア
- ウガンダ
- 南アフリカ共和国
- ザンビア
- ジンバブエ